# Клуге, Мярт
Мярт Клуге (эст. Märt Kluge; 8 марта 1984, Курессааре) — эстонский футболист, защитник.

## Биография
Всю свою карьеру провёл в системе клуба «Курессааре». С 2000 года выступал за его фарм-клуб — «Сёрве» в низших лигах Эстонии. 15 марта 2003 года дебютировал в основной команде «Курессааре» в матче высшего дивизиона против «Транса». 4 августа 2007 года забил первый гол в элите в ворота клуба «Мааг-Таммека». В период выступлений Клуге за «Курессааре» клуб регулярно перемещался между высшей и первой лигами. Всего за 12 сезонов в основном составе островного клуба футболист сыграл 254 матча и забил 23 гола в чемпионатах Эстонии, из них 161 матч и 7 голов — в высшем дивизионе. По состоянию на начало 2020-х годов входил в десятку игроков клуба по числу матчей за всю историю.
После окончания игровой карьеры занимался строительным бизнесом. По состоянию на 2017 год встречался с актрисой и певицей Неле-Лийс Вайксоо.